# Gino Turini
Gino Turini ist ein italienischer ehemaliger Filmschauspieler, Filmproduzent und Drehbuchautor. Er trat unter den Pseudonymen John Braun, John Brawn, John Brown, Giulio Turrini und vor allem John Turner in Erscheinung. Seine Wirkungszeit reichte von 1960 bis 1982. Er trat überwiegend in Italowestern, meist als Gegenspieler oder Handlanger des Gegenspielers, in Erscheinung. 

## Leben
Ab den 1960er Jahren begann Turini Rollen in Filmen darzustellen. Im Horrorfilm Scarletto – Schloß des Blutes von 1965 stellte er einen der Handlanger des Antagonisten, Travis Anderson gespielt von Mickey Hargitay, dar. 1970 spielte er als Tego eine der Hauptrollen des Films Campana. Anfang der 1970er Jahre wirkte er in einer Vielzahl von Italowestern mit. 1970 spielte er die Rolle des Fred Mulligan in Wanted Sabata. Des Weiteren übernahm er unter anderem Nebenrollen in Arriva Durango: paga o muori! und Er säte den Tod und war 1972 in der Rolle des James Klinger im Western Nur der Colt war sein Gott zu sehen. Doppelfunktion als Schauspieler und Produzent hatte er unter anderem in den Western Quelle sporche anime dannate und Allegri becchini… arriva Trinità. Ab Ende der 1970er Jahre wechselte sein Fokus sowohl als Produzent und Schauspieler auf das Genre des Kriegsfilms. Zuletzt wirkte er 1982 in Ricomincio da zero als Schauspieler mit.

## Filmografie (Auswahl)

### Schauspiel
- 1960: Die Geliebte des Vampirs (L'amante del vampiro)
- 1961: La grande vallata
- 1961: La corona di fuoco
- 1962: Ultimatum alla vita
- 1963: Zarak, der Rebell (Il pirata del diavolo)
- 1963: Die Revolte der Gladiatoren (I dieci gladiatori)
- 1964: Zorikan lo sterminatore
- 1964: Il ribelle di Castelmonte
- 1965: Scarletto – Schloß des Blutes (Il boia scarlatto)
- 1966: Tre franchi di pietà (& Produktion)
- 1967: Bradock – drei Unzen Blei zum Fünf-Uhr-Tee (Troppo per vivere… poco per morire)
- 1968: Ein Colt für hundert Särge (Una pistola per cento bare)
- 1968: La donna, il sesso e il superuomo
- 1968: Nackt unter Affen (Eva, la Venere selvaggia)
- 1969: Tote faulen in der Sonne (Un posto all'inferno)
- 1969: Agguato sul Bosforo (& Drehbuch)
- 1969: Benito Cereno
- 1970: Campana (Quando suona la campana)
- 1970: Wanted Sabata
- 1971: Arriva Durango… paga o muori
- 1971: Quelle sporche anime dannate (& Produktion)
- 1972: Er säte den Tod (Seminò la morte… lo chiamavano ´Il Castigo di Dio`)
- 1972: Nur der Colt war sein Gott (La colt era il suo Dio)
- 1972: Confessioni segrete di un convento di clausura
- 1972: Allegri becchini… arriva Trinità (& Produktion)
- 1975: La bolognese
- 1977: Wüstenfüchse kennen kein Erbarmen (Kaput Lager - Gli ultimi giorni delle SS)
- 1977: La bestia in calore
- 1979: Stoßtrupp in die Wüste (Strategia per una missione di morte) (& Produktion)
- 1981: Caligula und Messalina (Caligola e Messalina)
- 1982: Nero und die Huren des römischen Reiches (Nerone e Poppea)
- 1982: Ricomincio da zero

### Produktion
- 1971: Auch Djangos Kopf hat seinen Preis (Anche per Django le carogne hanno un prezzo)
- 1978: Suggestionata